# Gris-Gris
Gris-Gris är ett musikalbum av Dr. John lanserat 1968 på Atco Records. Det var Dr. Johns debutalbum och musiken på skivan är en blandning av New Orleans- R&B och psykedelisk rock. Skivan blev vid lanseringen ett kommersiellt fiasko och lyckades inte nå listplacering i vare sig USA eller Storbritannien.
Senare har albumet uppvärderats och ses numera som ett av hans bästa åstadkommanden. Magasinet Rolling Stone tog exempelvis med det i listan The 500 Greatest Albums of All Time på plats 143. På webbplatsen Allmusic har skivan högsta betyg i en recension av Richie Unterberger, och albumet var en av titlarna i den av Robert Dimery sammanställda boken 1001 album du måste höra innan du dör.

## Låtlista
(kompositör inom parentes)
1. "Gris-Gris Gumbo Ya Ya" (Dr. John Creaux) - 5:36
2. "Danse Kalinda Ba Doom" (Creaux, Harold Battiste) - 3:39
3. "Mama Roux" (Creaux, Jessie Hill) - 2:59
4. "Danse Fambeaux" (Creaux) - 4:56
5. "Croker Courtbullion" (Battiste) - 6:00
6. "Jump Sturdy" (Creaux) - 2:20
7. "I Walk on Guilded Splinters" (Creaux) - 7:37